# Actiastes desertorum
Actiastes desertorum är en skalbaggsart som beskrevs av Albert A. Grigarick och Schuster 1971. Actiastes desertorum ingår i släktet Actiastes och familjen kortvingar. Inga underarter finns listade i Catalogue of Life.